# (3268) De Sanctis
3268 De Sanctis (1981 DD) er en asteroide i asteroidebæltet opdaget 26. februar, 1981 af Henri Debehogne på observatoriet La Silla.